# Denman Maroney
Denman Maroney (* 1949) ist ein US-amerikanischer Improvisationsmusiker (Piano) und Komponist.

## Leben und Wirken
Maroney studierte nach Abschluss der Highschool am Bennington College in Vermont (1969–71), am Williams College (1971) und am California Institute of the Arts (1972–74). Zu seinen Lehrern zählten Bill Dixon, Jimmy Garrison, James Tenney, John Bergamo, Ingram Marshall und Morton Subotnick. Er experimentierte mit Techniken zum Bespielen der Klaviersaiten und des Resonanzkörpers mit verschiedenen Gegenständen, genannt „Hyperpiano“. Anfang der 1990er Jahre arbeitete er in der Formation Tambastics mit Robert Dick, Mark Dresser und Gerry Hemingway.  Maroney erhielt zahlreiche Auszeichnungen und Stipendien, darunter des National Endowment for the Arts, Meet the Composer und des New York State Council for the Arts. Im Laufe seiner Karriere spielte er mit Musikern wie Mat Maneri, Leroy Jenkins, Mark Dresser, Ned Rothenberg, Dave Ballou, Earl Howard, Dave Douglas, Gerry Hemingway, Kevin Norton, Tim Berne, Dominic Lash und Min Xiao-Fen.

## Diskographische Hinweise
- Tambastics (Muaic & Arts, 1992)
- Hyperpieno (1998) solo
- Fire Song (Erstwhile, 1999) mit Earl Howard
- Billabong (Potlatch, 2000) mit Hans Tammen
- Ned Rothenberg & Denman Maroney – Tools of the Trade (CIMP, 2001)
- Mark Dresser / Denman Maroney – Duologues (Les Disques Victo, 2001)
- Times Changes (Cryptogramophone, 2005) mit Mark Dresser, Michael Sarin
- Mat Maneri / Denman Maroney – Distich (Nuscope Recordings, 2007)
- Double Zero (Porter Records, 2011)
- Denman Maroney / James Ilgenfritz / Angelika Niescier / Andrew Drury: Mind Games (OutNow, 2012)
- Denman Maroney / Scott Walton / Denis Fournier: O Cosmos Meta (RogueArt, 2022)
- Four on the Loose (2023)